# Целостный анализ медийной рекламы
Целостный анализ медийной рекламы — это методика, при которой для оценки эффективности рекламной кампании анализируются четыре области данных — медийные показатели, показатели перехода, показатели на посадочной странице, post-click + post-view конверсии. Целостный анализ помогает более комплексно смотреть на эффективность медийной рекламы, более широко и точно оценивать рекламную кампанию, как на этапе анализа, так и в момент планирования кампании и ее динамического размещения. C помощью «целостного анализа» можно ответить на следующие вопросы:
- Какова оптимальная частота контакта с пользователем для рекламной кампании?
- Как часто нужно показывать рекламу пользователю и как долго он помнит её?
- Какой вариант креатива эффективен, а какой нет?
- Какие площадки и таргетинги работают а какие нет?
- Через какой канал (поиск, прямой переход, реферальная ссылка) пользователь попадает на сайт рекламодателя после контакта с медийной рекламой?

## Стандартный подход в анализе медийных показателей
При оценке медийной рекламы с помощью стандартного подхода анализируются медийные показатели, показатели перехода и показатели на посадочной странице.
Медийные показатели
- Показы — учитываются все показы страницы, где размещено рекламное объявление, независимо от того, был ли совершен переход на сайт или нет;
- Клики — учитывается количество переходов (кликов) на сайт по ссылке, размещенной в рекламном объявлении, а также стоимость 1 клика на рекламу;
- Частота — оптимальное количество контактов с целевой аудиторией, которое необходимо для запоминания и полного понимания смысла рекламного сообщения;
- CTR — соотношение числа кликов на баннер к числу показов;
- Попадание в ЦА — анализ ЦА на основе возрастного диапазона, региона, предполагаемых увлечений;
- Охват в ЦА — количество людей из целевой аудитории, которые увидели рекламное сообщение хотя бы один раз.

Показатели перехода
- Процент доходов — количество пользователей, который приходят на сайт от клика по ссылке, размещенной в рекламном объявлении, на посадочную страницу клиента;
- Процент TrueCTR — количество пользователей, которые доходят до целевой страницы.

Показатели на посадочной странице
- Процент отказов — процент сеансов с просмотром только одной страницы (когда пользователи покидают сайт, не выполнив никаких действий);
- Процент новых сеансов — процент возврата клиентов на сайт при помощи прямых заходов;
- Количество и время действий — анализ среднего количества пребывания клиента на сайте.

Поскольку медийная реклама — реклама не прямого действия, и при ее использовании идет контакт с «холодным пользователем», который в момент показа, скорее всего, не заинтересован в рекламируемом товаре, то методики, которые применяются в стандартном подходе, не дают полной картины эффективности медийной рекламы.

## Post-Click и Post-View

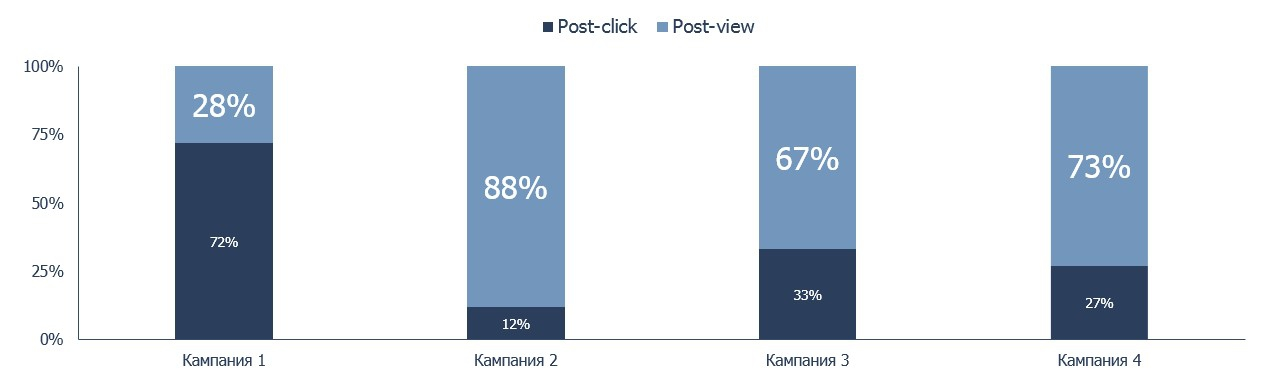

Post-click действия— это действия на сайте клиента, которые совершает пользователь, перешедший на сайт с рекламного баннера по клику напрямую. Иногда на принятие решения о покупке клиенту нужно время, и между кликом и покупкой может пройти до 3-х месяцев. Благодаря загруженному cookie при первом переходе с медийной рекламы на сайт, можно связать показ рекламы и совершенное действие на сайте через определенное время.
Post-view действия — это целевые действия пользователя, который видел рекламный баннер и которые были совершены не сразу же после клика, а спустя время. Эта модель позволяет связывать продажи с сайта и показ рекламных баннеров в тех случаях, когда покупатель видит медийную рекламу, но не переходит через нее по ссылке в рекламе, а позже заходит на сайт напрямую. Если речь идет о продукте, который пользователь покупать в ближайшее время не планировал, то увидев баннер, он не совершает никаких действий, но через определенное время, когда потребность в продукте окончательно сформирована, заходит на сайт, например, с помощью поиска.

### Принцип действия Post-view

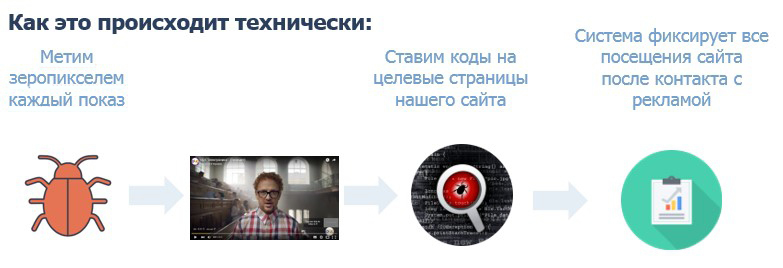
Что такое Post-view?

Для использования Post-View рекламные показы помечаются зеропикселем. Прописываются специальные коды на посадочную страницу, а дальше система фиксирует все посещения сайта после контакта с рекламой (как после клика, так и без него).
Важный нюанс: система отдает преимущество Post-click действиям, то есть, если пользователь кликнул по медийной рекламе после ее показа, а затем через время снова увидел рекламу, но перешел на сайт, не кликая по баннеру -он все равно войдет в массив данных Post-click.
Выгода от использования Post-View. Если не учитывать post-click и post-view конверсии при анализе эффективности медийной рекламы, невозможно точно оценить, какие каналы лучше работают и как влияют на продажи.

### Настройка аналитики для отслеживания post-view конверсий
Для того, чтобы измерить post-view конверсию, нужно точно связать пользователя и знание о том, сколько раз и когда ему показали рекламу. Штатных инструментов веб-аналитики для этого недостаточно, нужны технологии, специализированные на медийной рекламе и сертифицированные для измерения показов.
Целостный Анализ проводят при помощи исследователей-аудиторов, работающих на украинском рынке интернет-рекламы: Gemius Ukraine, TNS CMeter, InMind AdOpinion и т. д. Также целостным анализом оценки медийной рекламы занимаются крупные рекламные агентства, такие как newage.

## Принцип работы целостного анализа
При целостном анализе проводится анализ не только общих данных, но и в разбивке по различным вариантам креатива, по площадкам, а также по действиям на сайте, которые совершают пользователи.
Разбивка по креативам позволяет выделить те, которые лучше всего работают как в целом, так и раздельно: напрямую через клик (Post-click) и не кликая по баннеру (Post-view). Это помогает определить, какой именно креатив действительно работает, и в какую сторону.
Анализ данных по площадкам помогает более комплексно оценить, как работает каждая отдельная площадка. Также система позволяет ставить коды на все страницы целевого сайта и определить, какие площадки работают хорошо, а какие хуже и в каких аспектах. Благодаря сегментированию можно получить более точные данные, на каких площадках какой креатив работает хорошо, какой работает лучше для просмотра определенной страницы, а какой на конверсию и т. д.
На основании Целостного Анализа мы можем видеть, сколько стоит целевое действие через полный контакт пользователя. При этом анализ не приписывает часть Post-view данных только медийной рекламе: при анализе система учитывает и другие источники рекламы, по которым был совершен переход на сайт. Благодаря комплексному анализу возможно еще в начале кампании верно оценить и определить именно те КРІ/ключевые действия, которые важны для клиента, определить, что именно влияет на итоговый СРА среди множества показателей, которые могут повлиять на итоговую цену. Это позволяет получить более полную картину, которая позволяет более широко и комплексно оценить рекламную кампанию.